# Bartniki (Topola)
Bartniki – nazwa niestandaryzowana, kolonia wsi Topola, w województwie dolnośląskim, powiecie ząbkowickim, w gminie Kamieniec Ząbkowicki.

## Opis
Jest to niewielka osada złożona z 3 domostw na północ od wsi Topola. W obrębie osady znajdują się stawy oraz pole namiotowe wraz z campingiem.